# 제1대 하우 백작 리처드 하우
제1대 하우 백작 리처드 하우(Richard Howe, 1st Earl Howe, KG, 1726년 3월 8일 – 1799년 8월 5일)은 영국 해군의 제독이다. 하우 백작(그레이트 브리튼 귀족), 가터 훈장을 받았다. 동생 윌리엄 하우와 함께 미국 독립 전쟁에 종군하였고, 프랑스 혁명 전쟁에서도 지휘관의 명성을 얻었다.

## 생애
1726년 3월 8일 하우는 런던에서 제2대 하우 자작 엠마누엘 스크롭 하우의 둘째 아들로 태어났다. 아버지는 바베이도스의 총독을 맡고 있었지만, 1735년 3월에 사망했다. 어머니 샬롯은 독일 키엘만세그 여 남작의 딸로 나중에 달링턴 후작이 된 국왕 조지 1세의 사생아이기도 한 소피아의 딸이었기 때문에
, 하우가 해군에서 승진이 빨랐던 것이 이해가 된다.
1740년, 하우는 해군에 들어가 조지 베어가 지휘하는 전대의 군함 ‘세번 호’에 탑승하여, 남쪽 바다로 파견되었다. ‘세번 호’는 혼곶을 돌아 귀향하지 못했다. 그 후에 ‘버포드 호’에 탑승하여 서인도 제도로 향했지만, 1742년 2월 18일, 실패로 끝났던 라 구아이라 공격에서 심하게 손상되었다. 그는 그 해 서인도 제도의 임지에서, 1744년에 정식으로 해군 장교가 되었다.
1745년 재커바이트의 반란 때 그는 북해에서 슬루프선 ‘볼티모어 호’를 지휘했고, 또 한 척의 프리깃과 협력하여 두 척의 프랑스 사략전과 전투를 벌여 머리에 중상을 입었다. 그는 1746년에 책임 함장으로 승진하여, 서인도 제도 프리깃 ‘트리톤 호’를 지휘했다. 콘월 호(HMS Cornwall)의 함장으로 1748년 10월 2일, 아바나 앞바다에서 스페인 함대와 충돌한 하바나 해전에 참가하였다. 오스트리아 왕위 계승 전쟁에서 7년 전쟁 사이에는 본국 해역 및 서아프리카 해안에서 임무를 맡았다.

### 7년 전쟁
1755년, 에드워드 보스카웬과 함께 북아메리카로 파견되어 전열함 ‘던커크 호(HMS Dunkirk)’의 함장으로서, 프랑스함 ‘알시드 호’를 포획하였다. 이것이 프렌치 인디언 전쟁의 시작이 되었다. 이때부터 1763년 종전까지 영국 해협에 종군하여, 프랑스 해안에 대한 밋밋한 원정에 참가했지만, 여러 차례의 기습으로 제대로 된, 능숙한 장교라는 명성을 얻었다. 1759년 11월 20일, 에드워드 호크 함대의 군함 ‘매그나님’의 함장으로 결정적인 승리를 거둔 ‘키브롱 만 해전’에 참가했다.
1758년 7월 6일, 형 조지 하우가 타이콘데로가 요새 근처에서 전사하자, 하우가 작위(아일랜드 귀족)를 물려받았다. 1762년, 다트머스에서 하원 의원으로 선출되어 1782년에 하우 자작(그레이트 브리튼 귀족)으로 귀족원 의원으로 승격될 때까지 의석을 유지했다. 1763년부터 1765년에 걸쳐, 해군 본부의 일원이기도 했다. 1765년에서 1770년, 해군의 재무관이 되었다. 임기 말에 소장으로 승진되었고, 1775년에는 중장이 되었다. 이듬해 북아메리카 방면 함대 사령관에 임명되었다.

### 미국 독립 전쟁
미국 독립 전쟁이 시작되었을 때, 하우는 식민지에 동정적인 사람으로 알려져 있었다. 벤저민 프랭클린을 알게 되었으며, 프랭클린은 런던 사교계에서 인기 있는 여성이었던 하우의 여동생도 아는 사이였다. 하우는 프랭클린에게 편지를 써서 조정을 시도했다. 하우가 식민지에 동정적으로 알려져 있던 까닭에 미국의 지휘관으로 선정된 것이다. 그는 육군 지휘관인 동생 윌리엄 하우 장군과 협력하여 화해를 시도했다. ‘제2차 대륙회의’에 지명된 위원회가 1776년 9월에 하우 형제와 회의를 열었지만 합의에 도달하지는 못했다. 1778년에 새로 지명된 휴전중재위원회에 하우는 깊은 분노를 표시하고, 지휘관직을 사퇴했다.
하우의 사직은 해군 대신 샌드위치 백작 존 몬태규도 마지못해 인정했지만, 그 사직서가 수리되기도 전에 프랑스가 선전포고를 하고, 데스탱 백작이 지휘하는 강력한 프랑스 전대가 미국으로 파견된다.
하우는 현저한 수적 열세로 수세에 처했지만, 그럼에도 불구하고, 소심성과 대담함이 잘 조합되어 샌디훅에서 데스탱 장군이 뉴 포트 탈취를 시도하는 것을 좌절시켰다. 잉글랜드에서 증원군과 함께 존 바이런 제독이 도착하자마자, 1778년 9월에 정박지를 떠났다.